# 土佐丸高校
土佐丸高等学校（とさまるこうとうがっこう）は、水島新司の野球漫画『ドカベン』シリーズに登場する、架空の高等学校。

## 概要
- 高知県にある私立高校で、山田太郎らがいる明訓高校のライバル校の一つ。『ドカベン』中に描かれた高校野球ファンが「血の気の多い土佐丸にしては（大会中は）おとなしくしている」と発言している。また後述する犬飼小次郎・武蔵兄弟の末弟である知三郎が、土佐丸高校への進学の意思を問われた際に「だれが行くか。あんな程度の低い野球学校」と答えている。
- 高知県にあるというほかは所在地情報は記されていないが、明訓高と対戦した際の犬飼小次郎の独白として「真紅の大優勝旗ははりまや橋を渡るんだ」がある。

## 野球部
- 高知県のみならず四国地区を代表する強豪、甲子園大会の常連として描かれており、犬飼小次郎、犬飼武蔵、犬神了らの好選手を輩出している。
- 相手野手をめがけての殺人スライディングや相手走者の頭部を狙っての送球、相手投手や主力打者を狙っての故意死球、相手捕手の腹部をバントを見送りしたバットのグリップで殴るなどの危険行為、反則寸前のラフプレーを得意とする。こうしたプレースタイルは、「殺人野球」として相手校から恐れられている。
- 一方で、エース犬飼小次郎がキャッチボールそのままのスローボールを打者に投じて幻惑したり、8回まではフェアプレーや無気力プレーを連続させて相手校や審判の油断を誘い、9回に殺人野球を仕掛けたりするなどの、心理戦や頭脳プレーにも長けている。
- 犬飼武蔵の豪打の印象が強いが、基本的には、俊足の選手をそろえ、機動力を駆使して戦うチームである。大量得点で相手校を圧倒している描写はなく、スクイズやサヨナラ本塁打で決着を付ける試合が目立つ。得点差が判明している試合はいずれも僅少差の接戦ばかりである。

### ユニフォームのデザイン
- 薄いグレーの地。胸部に漢字の横書きで「土佐」。襟元に黄色のライン、袖口には黄色と濃紺のラインが入る。
- アンダーシャツとストッキングは濃紺。
- 帽子は濃紺で、額の部分に黄色で「Ｔ」。

### 「ドカベン」および「大甲子園」における戦歴
- 山田太郎らが1年生の夏、試合可能ギリギリの9人のメンバーで甲子園に出場し、犬飼小次郎のキャッチボール投法で相手校打線を幻惑しながら勝ち進む。準決勝で明訓高と対戦したが、延長10回山田の逆転サヨナラ2ラン本塁打を喫し4‐5で敗れた。犬飼小次郎は、引退後に監督に就任し、翌春の選抜大会にも出場した。この時はメンバー全員がアイパッチを着用したままのハンディキャップで試合に臨み、北の誉水産高や赤城山高を破って決勝に進出した。明訓高との決勝ではアイパッチを外し、ラフプレーや危険行為の連続、犬神了の幻惑投法で明訓高を苦しめたが、殿馬一人に延長12回逆転サヨナラ2ラン本塁打を喫し、5‐6でまたも敗れた。

| 土佐丸 | 3 | ０ | 0 | 1 | 0 | 0 | 0 | 0 | 0 | 0 | 0 | 0 | 1  | = | 5  |
| 明訓   | 3 | 0  | 0 | 0 | 0 | 0 | 0 | 0 | 1 | 0 | 0 | 0 | 2x | = | 6x |

- 山田太郎らが2年生の夏の甲子園にも出場し、3季連続出場となった。この時のチーム紹介に「今春の選抜を含めると3回連続6回目の出場」とある。優勝候補の一角にあげられたが、初戦で義経光と武蔵坊数馬のいる弁慶高校（岩手県代表）と対戦し、0－1で敗れた。なお、作者の水島新司は明訓敗戦後に掲載誌「週刊少年チャンピオン」に寄せた随想で「明訓高校は開幕試合で土佐丸高校と対戦して敗れることを考えていた。しかし、義経と武蔵坊のキャラクターが気に入ったので、明訓に初黒星を付ける役は彼らに託すことにした」と明かしている。
- 山田太郎らが3年生の春の選抜大会にも出場し、4季連続の甲子園出場となる。この時は準々決勝で明訓高と対戦し、9回裏山田にサヨナラ本塁打を喫して0‐1で敗れ、3たび明訓高の軍門に降った。

| 土佐丸 | 0 | ０ | 0 | 0 | 0 | 0 | 0 | 0 | 0 | 0  | = | 0  |
| 明訓   | 0 | 0  | 0 | 0 | 0 | 0 | 0 | 0 | 0 | 1x | = | 1x |

- 山田太郎らが3年生の夏は犬飼武蔵と犬神了を主力として明訓高への雪辱を期したが、高知県大会決勝で犬飼知三郎のいる室戸学習塾高校に敗れ、全国大会出場を果たせなかった。犬飼武蔵と犬神了が卒業した後の野球部の状況は、作品中で描かれていないため不明。

### おもな選手
- 犬飼小次郎
- 犬飼武蔵
- 犬神了
- 犬飼兄弟や犬神をはじめとして、犬王・犬吠・野良・牙野など、犬にちなんだ名字の選手を多く見かける。

### 関係者
- 嵐：犬飼小次郎がベースランニングの練習の際、スパーリングに使っていた土佐犬。スライディングに失敗した部員を噛み裂く。荒くれ者ぞろいの土佐丸高野球部員が、ベースランニング練習の際は震え上がるほどである。犬飼3兄弟や犬神以外の人間には牙をむいてうなるが、山田太郎には鼻を鳴らして懐くシーンが描かれている（実際小次郎が明訓戦の前日に「明日はお前の好きな奴とだな」と嵐に語り掛けており、山田のことは本当に気に入っていたらしい）。プロ野球編で死去。
- 犬飼知三郎：犬飼3兄弟の末弟で、室戸学習塾高の技巧派投手。